# Prywatne Gimnazjum im. Adama Mickiewicza we Lwowie
Prywatne Gimnazjum im. Adama Mickiewicza we Lwowie – polska prywatna szkoła z siedzibą we Lwowie o statusie gimnazjum.

## Historia gimnazjum
Szkoła posiadała prawo nauczania w ośmiu klasach i prawo przeprowadzania egzaminów dojrzałości.
Właścicielem i dyrektorem gimnazjum był Karol Petelenz (1847–1930), emerytowany dyrektor gimnazjum i radca szkolny.
Z końcem roku szkolnego 1907/1908 w szkole było 107 uczniów, w tym 21 w klasie I, 20 w klasie II, 23 w klasie III, 21 w klasie IV i 22 w klasie V.
Z końcem roku szkolnego 1908/1909 w szkole było 122 uczniów, w tym 17 w klasie I, 19 w klasie II, 19 w klasie III, 21 w klasie IV, 23 w klasie V i 23 w klasie VI.
13 listopada 1910 uczniowie uroczyście obchodzili dzień Patrona Zakładu św. Stanisława Kostki.
24 marca 1911 dyrektor Petelenz podjął decyzję o przyjęciu (od roku szkolnego 1911/12) modelu c. k. Gimnazjum w Děčínie.
1 czerwca 1911 odbyła się uroczystość wręczenia świadectw pierwszym abiturientom. Świadectwa dojrzałości otrzymało 20 uczniów.
3 września 1914 do Lwowa wkroczyły oddziały armii rosyjskiej. 4 października wojenny generał gubernator Galicji Gieorgij Bobrinski zarządził zamknięcie wszystkich prywatnych zakładów nauczania. 25 stycznia 1915 kierownik gimnazjum dr Marek Piekarski otrzymał zarządzenie generała Bobrinskiego zezwalające na otwarcie polskiego prywatnego gimnazjum i prywatnej polskiej szkoły realnej. Dwa dni później nauka została wznowiona. 17 maja dr Piekarski wyjechał ze Lwowa, w charakterze jeńca wojennego. Kierownictwo zakładu przejęli Ludwik Jaxa-Bykowski i Stanisław Daniec.

## Kadra dydaktyczna
- Józef Słotwiński – profesor uniwersytetu, emerytowany dyrektor gimnazjum i radca rządu[1]
- Roman Moskwa – emerytowany dyrektor gimnazjum i radca rządu[1]
- Franciszek Nowicki – emerytowany dyrektor seminarium nauczycielskiego[1]
- Adam Gerstmann
- Edward Fiderer – emerytowany dyrektor gimnazjum i radca szkolny[1]
- Władysław Wasilkowski – emerytowany profesor gimnazjum i radca szkolny[1]
- Marian Janelli

## Abiturienci i uczniowie
W nawiasie podano rok złożenia matury.
- Adam Baczewski (1913)
- Stanisław Czynciel
- Julian Dadlez (1911)
- Michał Dadlez (1913)
- Stanisław Getter
- Leon Halban (1911)
- Karol Harasimowicz (1914)
- Julia Keilowa (1920)
- Jan Mydlarski (1911)
- Józef Pająk (1911)
- Włodzimierz Paygert
- Zbigniew Paygert
- Stanisław Pietruski (1911)
- Witold Scheuring
- Jerzy Sieradzki (1917)
- Iwo Skałkowski (1914)
- Jerzy Sosnowski (1914)
- Władysław Steinhaus (1914)
- Tadeusz Sulimirski
- Adolf Henryk Wiesiołowski (1914)
- Zygmunt Zawadowski (1917)